# Lethrus cicatricosus
Lethrus cicatricosus är en skalbaggsart som beskrevs av Edmund Reitter 1890. Lethrus cicatricosus ingår i släktet Lethrus och familjen tordyvlar. Inga underarter finns listade i Catalogue of Life.